# Lintneria separatus
Lintneria separatus ist ein Schmetterling (Nachtfalter) aus der Familie der Schwärmer (Sphingidae). Die Art wurde von Tuttle (2007) mit einer Reihe von anderen Arten der Gattung Sphinx in die Gattung Lintneria Butler, 1876 gestellt.

## Merkmale
Die Falter haben eine Vorderflügellänge von 47 bis 55 Millimetern. Die Oberseite der Vorderflügel ist dunkelgrau mit schwarzen und hellgrauen Wellenlinien. Die Oberseite der Hinterflügel ist schwarz mit braungrauem Rand und zwei weißen Binden. Die Art wird häufig mit Lintneria istar verwechselt. Sie hat jedoch ein Paar kleiner oranger Flecke auf dem Kragen des Thorax, die direkt hinter den Fühlerbasen liegen und die der ähnlichen Art fehlen. Die Falter sind nicht variabel.
Die Raupen gehören zu den auffälligsten innerhalb der Schwärmer. Anfangs sind sie hellgrün und haben eine körnig strukturierte Körperoberfläche. An den Seiten tragen sie sieben schräge, gelblich-weiße Seitenstreifen und sind leicht mit sehr kleinen schwarzen Punkten überzogen. Wie auch die nahe verwandten Arten haben die Raupen zunächst eine fleischige Ausstülpung am zweiten Thoraxsegment, die im letzten Stadium durch einen Buckel ersetzt wird. Im letzten Stadium haben die Raupen aus Colorado eine creme-weiße Grundfarbe, mit je einem dunkelroten Längsstreifen an den Seiten und einer schwarzen Musterung unterhalb der Stigmen. Ganz im Gegensatz dazu haben die Raupen aus den Chiricahua Mountains in Arizona eine samtschwarze Grundfarbe. Die Stigmen werden durch mehrere irisierend-orange Flecken flankiert und der restliche Körper ist mit ebenso gefärbten Punkten bedeckt. Wie auch bei den verwandten Arten befindet sich am Rücken des Buckels am Thorax ein schwarzer Fleck, der jedoch wiederum irisierend-orange umrandet ist.
Die Puppe ist kastanienbraun und hat eine glatte Oberfläche. Die frei liegende Rüsselscheide ist sehr lang und vollführt einen so weiten Bogen, dass an der weitesten Stelle eine mehr als zehn Millimeter große Lücke entsteht. Der gesamte Bogen ist ungefähr 25 Millimeter lang, was in etwa 85 % der Länge der Flügel entspricht. Dies ist sogar länger als beim Tabakschwärmer (Manduca sexta) und Manduca quinquemaculatus. Der ziemlich kurze Kremaster ist basal breit und verjüngt sich rasch zu einer scharfen Spitze.

## Vorkommen
Die Art ist etwas weiter nördlich verbreitet als Lintneria istar und kommt außer im Hügel- und Bergland von Arizona, New Mexico und dem Westen Texas auch entlang der östlichen Rocky Mountains bis in den Norden Colorados vor. Im Süden findet man die Art bis nach Hidalgo und Veracruz in Mexiko.
Die Tiere besiedeln wie auch die ähnliche Art Lintneria istar felsige Hänge. Man findet sie in Höhen von ungefähr 1000 bis 2600 Meter.

## Lebensweise
Ob und was die Art an Nahrung zu sich nimmt, ist unbekannt. Die Falter fliegen selten Lichtquellen an, was möglicherweise aber auch damit zusammenhängt, dass nur wenige in den geeigneten Lebensräumen nach ihnen suchen.

### Flug- und Raupenzeiten
Die Falter fliegen sehr sicher in einer Generation im Juli und August während der Sommerregenfälle.

### Nahrung der Raupen
Die Raupen sind bisher nur an Salvia lemmonii nachgewiesen, es ist jedoch auf Grund der Verbreitung der Art davon auszugehen, dass auch andere Salbeiarten gefressen werden.

## Entwicklung
Die Weibchen legen ihre Eier einzeln an beiden Seiten der Blätter der Raupennahrungspflanzen ab. Die Eier werden sehr häufig von Parasitoiden befallen. Die Raupen leben in Gefangenschaft als Einzelgänger. Sie sind tagaktiv und fressen offen an den Pflanzen. Bislang ist nicht bekannt, ob Salvia lemmonii giftige Verbindungen enthält. Da es jedoch ähnliche Arten gibt, die Terpenoide enthalten, liegt es nahe, dass die Raupen diese aus den Pflanzen isolieren können, um sich vor Fressfeinden zu schützen. Ansonsten wäre die Kombination von ungeschütztem Fressverhaltens und auffälligem Aussehen nicht zu erklären.

## Belege